# Les Hays
Les Hays ist eine französische Gemeinde im Département Jura in der Region Bourgogne-Franche-Comté. Sie gehört zum Arrondissement Dole und zum Kanton Tavaux. 
Die Nachbargemeinden sind Asnans-Beauvoisin im Norden, Les Essards-Taignevaux im Osten, Mouthier-en-Bresse (Département Saône-et-Loire) im Süden und Petit-Noir im Westen.

## Bevölkerungsentwicklung
| Jahr                       | 1962 | 1968 | 1975 | 1982 | 1990 | 1999 | 2008 | 2017 |
| Einwohner                  | 281  | 293  | 238  | 254  | 241  | 270  | 270  | 331  |
| Quellen: Cassini und INSEE |      |      |      |      |      |      |      |      |